# Oberwolfach
Oberwolfach – miejscowość i gmina w Niemczech, w kraju związkowym Badenia-Wirtembergia, w rejencji Fryburg, w regionie Südlicher Oberrhein, w powiecie Ortenau, wchodzi w skład wspólnoty administracyjnej Offenburg. Leży w Schwarzwaldzie, nad rzeką Wolf, ok. 17 km na południowy wschód od centrum Offenburga.
W Oberwolfachu znajduje się Instytut Badań Matematycznych (Mathematisches Forschungsinstitut Oberwolfach), założony w 1944 przez matematyka Wilhelma Süssa. Instytut znany jest z organizowania tygodniowych seminariów na różne tematy oraz z przyznawania średnio co trzy lata nagrody (Oberwolfach Prize) dla wybitnych młodych (do 35 lat) matematyków. Wśród laureatów tych nagród znajdują się m.in. Peter Kronheimer (1991), Luca Trevisan (2000) i Ngô Bảo Châu (2007).